# Franz Joseph Ströver
Franz Ströver (av.1872- ap.1918) est un juriste allemand. Il fut maire de Metz de 1901 à 1908.

## Biographie
Franz Joseph Ströver, fait partie de la première vague d’immigrés puisqu’il arrive à Metz en 1872. Dans le paysage politique régional, on assiste à l’implantation progressive des partis politiques de type allemand, corrélativement à l’émergence d’une politique régionale propre au Reichsland et à ses enjeux. Devant l’absence de candidats crédibles aux municipales de 1901, l’administration allemande se voit obligée de nommer un maire de fonction. Franz Ströver, juriste de formation est l'homme de la situation. Avocat au barreau de Metz, Franz Stroever a connu une réussite matériel éclatante. Sa fortune, estimée à 500 000 marks-or, lui a permis d’acquérir un hôtel à Metz, et une maison de campagne, avec des vignes, à Scy-Chazelles.
Franz Stroever devient donc maire de Metz en 1901. Sous sa magistrature, aboutissent de grands projets, comme la création du Ring, à l'emplacement des remparts du XVIIIe siècle, dans la Neue Stadt, et plus généralement le développement urbain du Stadtkreis Metz, l'arrondissement de Metz-Ville. Les inaugurations s'enchaînent à Metz, dont le dynamisme architectural est partout visible. Le 14 mai 1904, Ströver peut ainsi remettre symboliquement les clés du Temple Neuf de Metz à l'Empereur Guillaume II, accompagné de l’Impératrice et de la princesse Victoria-Louise de Prusse. Franz Stroever conservera son poste jusqu'en 1908, pour être remplacé par Paul Böhmer.

## Mandats
- 23 décembre 1901 - 30 juin 1908[4]